# Moricandia arvensis
Espèce
Classification phylogénétique
Moricandia arvensis, qui a pour nom commun Moricandie des champs, Moricandie ou Chou des champs, est une espèce européenne et africaine de plante à fleurs de la famille des Brassicaceae et du genre Moricandia.

## Description
Chamaephyte très ramifié dès la base, elle s'élève jusqu'à 65 cm. Les tiges sont dressées, ramifiées et ligneuses à la base. Les feuilles glauques, basilaires, ne forment pas une rosette claire, elles sont obovales, au sommet obtus, à la base plus ou moins cordiforme ; les feuilles caulinaires vont de crénelées à entières, larges, avec un sommet aigu à obtus. 
La plante fleurit de mars à juillet. Les fleurs sont regroupées en grappe de 10 à 20 fleurs, avec l'axe non flexueux. Le calice a quatre sépales moyens, linéaires, oblongs et obtus. Les sépales latérales sont oblongues-lancéolées, gibbeuses à la base. La corolle a 4 pétales de 21 à 29 mm, de couleur lilas, plus rarement blanc. 
La silique est linéaire, de 30 à 60 mm de longueur et d'une largeur de 2 à 3 mm, droit, dressé, comprimé latéralement, restant plus ou moins perpendiculaire à la tige.
Les graines mesurent presque 1,2 × 0,8 mm, sont bisériées, ellipsoïdales, aplaties, aptères et brunes.

## Répartition
Elle pousse dans les zones rudérales nettement nitrophiles, telles que les cultures, les fossés et les sites perturbés, ou sur des supports basiques, gypse ou calcaire, du niveau de la mer à 700 m d'altitude.
Elle est présente dans le sud de l'Europe et le nord-ouest de l'Afrique.

## Usage
Elle est un bioindicateur des sols pauvres, secs et nitrifiés. C'est aussi une plante mellifère. Elle est rarement consommée par l'homme en salade, les troupeaux s'en nourrissent.
Moricandia attire un grand nombre de pucerons tout au long de l'année sans trop nuire à la plante.

## Parasitologie
La fleur a pour parasite Gephyraulus moricandiae (sv). Le fruit a pour parasite Euchloe charlonia. La feuille a pour parasites Pontia daplidice, Nomophila noctuella, Selania leplastriana, Erysiphe cruciferarum, Liriomyza brassicae, Scaptomyza flava, Apterona gracilis (sv), Brevicoryne brassicae. La racine a pour parasite Phyllotreta gloriae (nl). Le collet a pour parasite Ceutorhynchus assimilis. La tige a pour parasite Aulacobaris gudenusi.